# Angstlust

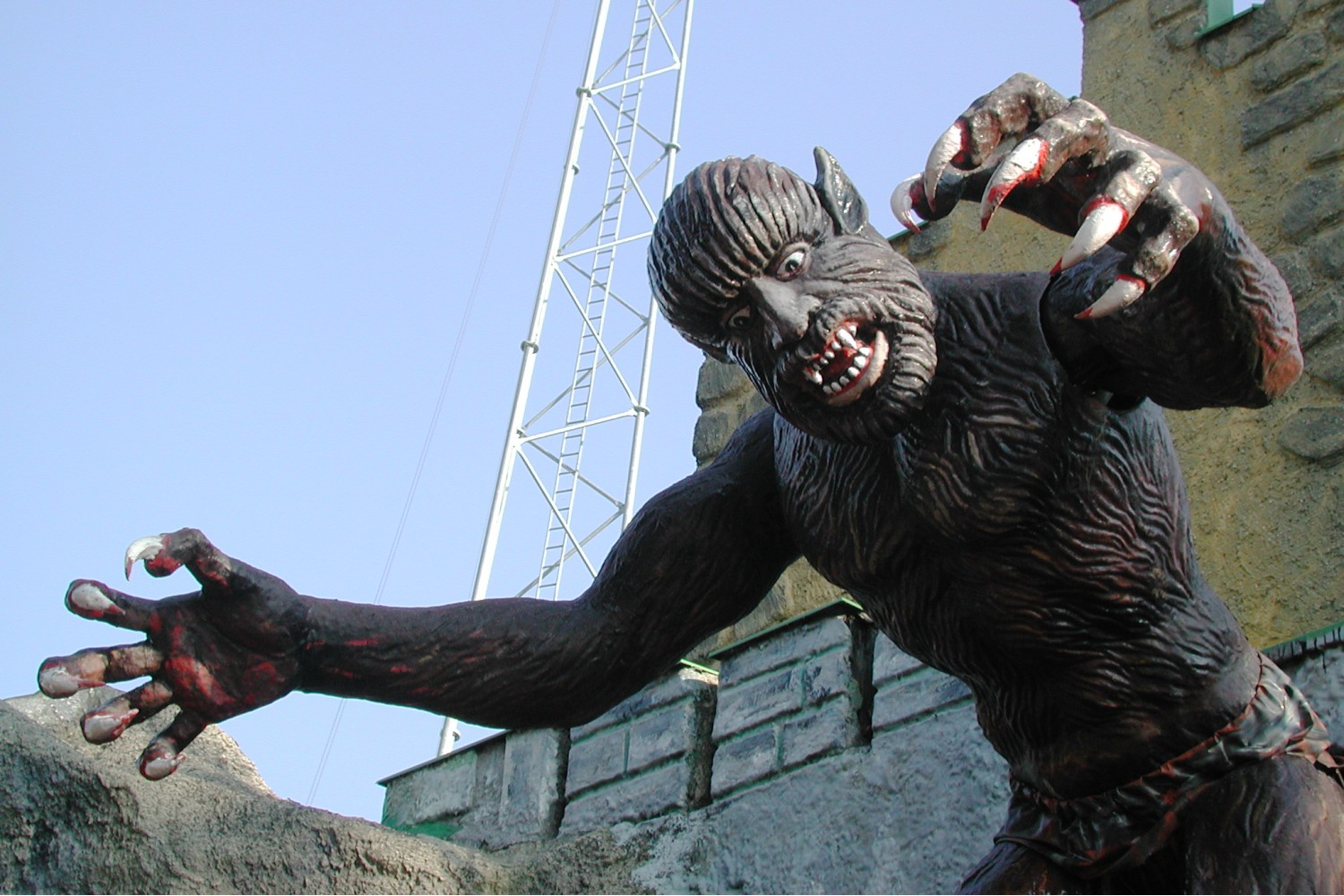
Geisterbahnfigur im Wiener Prater

Als Angstlust bezeichnet man in der Persönlichkeitspsychologie und in der klinischen Psychologie eine zwiespältige Gefühlslage, bei der aus einer bedrückenden Angstphase selbst oder aus ihrem erfolgreichen Überstehen und Bewältigen ein lustvolles Erlebnis erwächst.

## Begriff
Angstlust ist ein über Jahrhunderte im deutschen Kulturraum gewachsener Begriff. Das Phänomen ist bereits seit der Antike aus der Griechischen Sagenwelt und aus der griechischen Tragödiendichtung bekannt und etwa von Aristoteles in seiner Tragödientheorie und der Nikomachischen Ethik (VII, 14 und X) behandelt: Die griechische Tragödie sollte nach Aristoteles Furcht (phobos) und Mitleid (eleos) erregen, um zu einer Reinigung (katharsis) der Emotionen zu gelangen.
Auch große Dramatiker der deutschen Literaturgeschichte wie Gotthold Ephraim Lessing, Heinrich von Kleist, Friedrich Schiller oder Johann Wolfgang Goethe haben in ihren Werken mit der Angstlust gearbeitet und sie theoretisch fundiert.
Das von Menschen beiderlei Geschlechts und verschiedenen Alters in höchst unterschiedlichen Lebenssituationen, etwa bei Mutproben, in Vergnügungzentren oder im Wagnissport, gesuchte Erleben wurde von dem ungarischen Psychoanalytiker Michael Balint in den 1950er Jahren erstmals tiefenpsychologisch gründlicher untersucht und in einer Monografie dargestellt. Dabei wurde im Titel der deutschsprachigen Übersetzung für den Begriff Thrill der Begriff „Angstlust“ verwendet. Der Begriff Regression wurde beibehalten. In seinem Vorwort zur deutschen Ausgabe warnt Balint jedoch den Leser ausdrücklich davor, die Begriffe Thrill und Angstlust gleichzusetzen. Beide hätten eine klar unterscheidbare Bedeutung und seien nicht inhaltsgleich übertragbar. „Thrill“ ist demnach einfach unübersetzbar, und folglich ist es unmöglich, „deutsch“ darüber zu reden. Dies ist eine große Schwierigkeit, deren der Leser dieses Buches stets gewärtig sein muss. (S. 6)
In dem auf Spannung ausgerichteten Erlebniskreis von Nervenkitzel, Thrill, Kick, Abenteuersuche betont der Begriff Angstlust vor allem die emotionale Wechselbeziehung und Wechselwirkung zwischen zwei konträren Gefühlserlebnissen, wobei sich die eine mit der anderen entweder vermischen oder nachfolgend aus ihr entstehen kann.

## Phänomenologie
Die Angstlust ist eine Grenzform des Angst- wie des Lusterlebens. Die Lustempfindung kann  aus einer überstandenen Angst erwachsen, wobei diese Voraussetzung ist für das nachfolgende Lusterleben. Die beglückende Empfindung ergibt sich dabei aus dem Kontrast zu und einer Erlösung aus einer angstbesetzten unangenehmen Gefühlslage. Dies bedeutet, es wagen zu müssen, sich in der Erwartung der zweiten Phase zuerst dem negativen Erleben zu stellen.
Angstlust kann sich aber auch bereits im Genuss der Angst selbst etablieren. Dies setzt eine Außenbetrachtung der eigenen Gefühle voraus. Dabei ist eine psychische Distanz zum Geschehen entscheidend, um die Spannung auszuhalten. Diese zu erreichen, stellt einen Akt gradueller Dissoziation dar und kann in Form einer Meta-Position auch für das Erleben förderliche Auswirkungen haben.
Der unmittelbare Angstgenuss kann sich in verschiedenen Formen realisieren:
Der Masochist setzt sich bewusst den Qualen einer bedrohlichen Situation aus und verwandelt die damit normalerweise verbundenen Unlustgefühle in für ihn reizvolle Lustgefühle.
Der am Thrill-Erleben Interessierte genießt das Grauen, das von Monstern, Serienmördern, Vampiren  ausgeht,  als Betrachter mit einem „wohltuendem Schaudern“. Naturkatastrophen und  Unglücksorte üben auf viele Menschen eine fast magische Anziehungskraft aus, was sich in den Bezeichnungen „Katastrophentourismus“, „Schaulust“, „Gaffertum“ niedergeschlagen hat. Riskante Stuntvorführungen werden oft mit der unterschwelligen Erwartung aufgesucht, dass etwas Schreckliches, Spektakuläres passieren könnte, von dem man sich faszinieren lassen will. Der Psychologe Siegbert A. Warwitz unterscheidet zwischen dem  „Live-Thrill“, einem Angstlust-Erleben, bei dem die  authentische Angstlust-Erfahrung gesucht wird,  und dem „Medialen Thrill“, bei dem die gewünschten Spannungserlebnisse durch mediale Vermittlung verschafft werden: Während man sich beim Live-Thrill auch persönlich und physisch in das Angst-Lust-Erleben einbringt, erfolgt der Mediale Thrill aus sicherer Distanz auf vorrangig psychischer Ebene, - etwa durch die Lektüre von Kriminalromanen, das Anhören von Schauergeschichten, das Anschauen filmischer Thriller oder Kriegsfilme. Eine Mischung aus Aktion und ungefährlichem Schauererleben stellt das Praktizieren bestimmter Computerspiele (Horrorspiele) dar, in denen der Spieler zwar der Handelnde ist, der Thrill aber auf rein psychischer Ebene erfolgt.
Angstlust verspürt nach Michael Balint, wer sich freiwillig einer Gefahr aussetzt, aber von der Zuversicht getragen wird, die Gefahr und die damit verbundene Angst bewältigen zu können und alles werde gut enden.  Die Mischung von Furcht, Wonne und Hoffnung angesichts einer äußeren Gefahr ist das Grundelement aller Angstlust.

## Angstlust im realen Erleben

### Eigenerleben
Mutproben
können als klassische Formen des Angstlust-Erlebens gelten: Wenn Kinder sich in den dunklen Keller, an ein gefürchtetes Tier, auf ein verbotenes Grundstück wagen, testen sie auch ihre Resistenz gegen die damit verbundenen Ängste. Ähnliches erleben Jugendliche bei ihren illegalen Autorennen, beim ersten Sex, beim S-Bahn-Surfen, beim Balconing oder beim Base-Jumping.
Abenteuersport
Das Spiel mit leistungsstarken Motorrädern reizt nicht nur wegen seines sportlichen Charakters, sondern auch wegen des Risikopotenzials, das in Beschleunigung, Geschwindigkeit, Kurvenfahren, Gruppenrennen oder speziellen „Fahrtricks“ ausgelebt werden kann. A. Engeln hat zur Mentalität dieser Sportlergruppe eine eigene Untersuchung vorgelegt.
Die „Lust an der Angst“ wird häufig irrtümlich als generelle Motivation für risikobehaftete Unternehmungen  unterstellt, insbesondere in sportlichen Bereichen. Außerdem wird bisweilen gemeint, Wagnissportler wie Gleitschirmflieger oder Extrembergsteiger  begäben sich in Gefahren und damit verbundene Bedrohungen ihrer Gesundheit und ihres Lebens, um nach einer Phase durchlittener Angst möglichst wohlbehalten wieder in den sicheren Bereich zurückkehren zu können.
Diese Einschätzungen greifen jedoch angesichts des äußerst komplexen Problemfeldes zu kurz: Die Psychologen und Wagnisforscher J.C. Brengelmann und S.A. Warwitz haben auf wissenschaftlicher Basis differenzierte Persönlichkeitsprofile und Motivationstypologien erstellt, die die Facetten der Erlebensmöglichkeiten  bei der Angstlust wirklichkeitsgerechter darstellen.
Brengelmann bezieht sich dabei auf die individuell verschiedenartigen Voraussetzungen für den Umgang mit dem Risiko und entsprechenden Gefühlserlebnissen. Warwitz  argumentiert mit dem von ihm in Reihenuntersuchungen auf empirischer Basis erarbeiteten „Strukturgesetz des Wagens“. Dies besagt, dass der Sinn des Angstlust-Strebens sich nicht darin erschöpft,  bereits vorhandene Sicherheiten aufzugeben, um dieselben Sicherheiten nach einer Phase der Angst und Bedrohung wiederzuerlangen. Solch ein Risikohandeln sei entsprechend der tiefenpsychologischen Forschung nach Michael Balint oder Carl Gustav Jung allerdings als psychopathisch einzustufen, weil der Verzicht auf die Gefahrensituation bei gleichem Effekt die vernünftigere Lösung sei. Vielmehr werde mit dem  Eingehen einer Bedrohung und dem "Sich Aussetzen" einer Angstphase in den meisten Fällen ein Mehrwert erwartet. Dieser angestrebte Sinn- und Wertgewinn könne nach einer bestandenen Angst- und Gefährdungsphase etwa im Erreichen eines höheren, anspruchsvolleren Sicherheitslevels bestehen. Er könne sich als Impuls für die Entwicklung der Persönlichkeit lohnen (eine ungeahnte Prüfungsleistung vollbringen), zur Steigerung der Lebensqualität beitragen (einen Wagnissport ausüben)  oder eine soziale Leistung in der Gemeinschaft bedeuten (Zivilcourage praktizieren).
Exhibitionismus
Im Bereich der Sexualität wird Angstlust bisweilen in Form der Angst vor einer Entdeckung in prekärer Situation und einer entsprechend gesteigerten Lustempfindung gesucht: So scheint das Ausleben der Sexualität etwa in öffentlichen Parks oder in nicht abgeschlossenen Räumen, wobei man von anderen überrascht werden kann, für manche Menschen eine gesteigerte Lustempfindung über die Angst auszuüben. Praktiken dieser Art werden gern von Exhibitionisten gewählt. Manche sogenannte Flitzer (engl. „streaker“) tauchen unvermerkt und plötzlich splitternackt oder nur mit einem Hut oder einer Maske bekleidet auf öffentlichen Straßen oder Plätzen auf, um ebenso schnell wieder zu verschwinden, bevor sie identifiziert, blamiert und wegen Erregung öffentlichen Ärgernisses gefasst werden können.

### Zuschauererleben
Stierkämpfe, Zirkusakrobatik, Hochseilvorführungen, Kunstflugevents bieten Gelegenheiten für ein größeres Publikum, Angstlust erzeugende Ereignisse mitzuverfolgen, ohne sich selbst in unmittelbarer Gefahr zu wissen. Die Matadore, die Stierläufer in Pamplona, die Feuerschlucker, die Partnerinnen der Messerwerfer, die Akrobaten in der Zirkuskuppel, auf dem Hochseil oder bei der Flugshow begeben sich in Gefahren, bei denen der Zuschauer mitfiebert, aber nicht selbst betroffen ist. Das Mitfühlen kann vom Zuschauer sogar auch dann als positiv erlebt werden, wenn die agierenden Helden leiden müssen oder verunglücken. Das Mitzittern und Mittrauern wird als warmherzige Meta-Emotion erlebt. Selbst Serienmörder können beim Betrachter bisweilen eine grauengemischte Sympathie hervorrufen.

## Angstlust im medialen Erleben

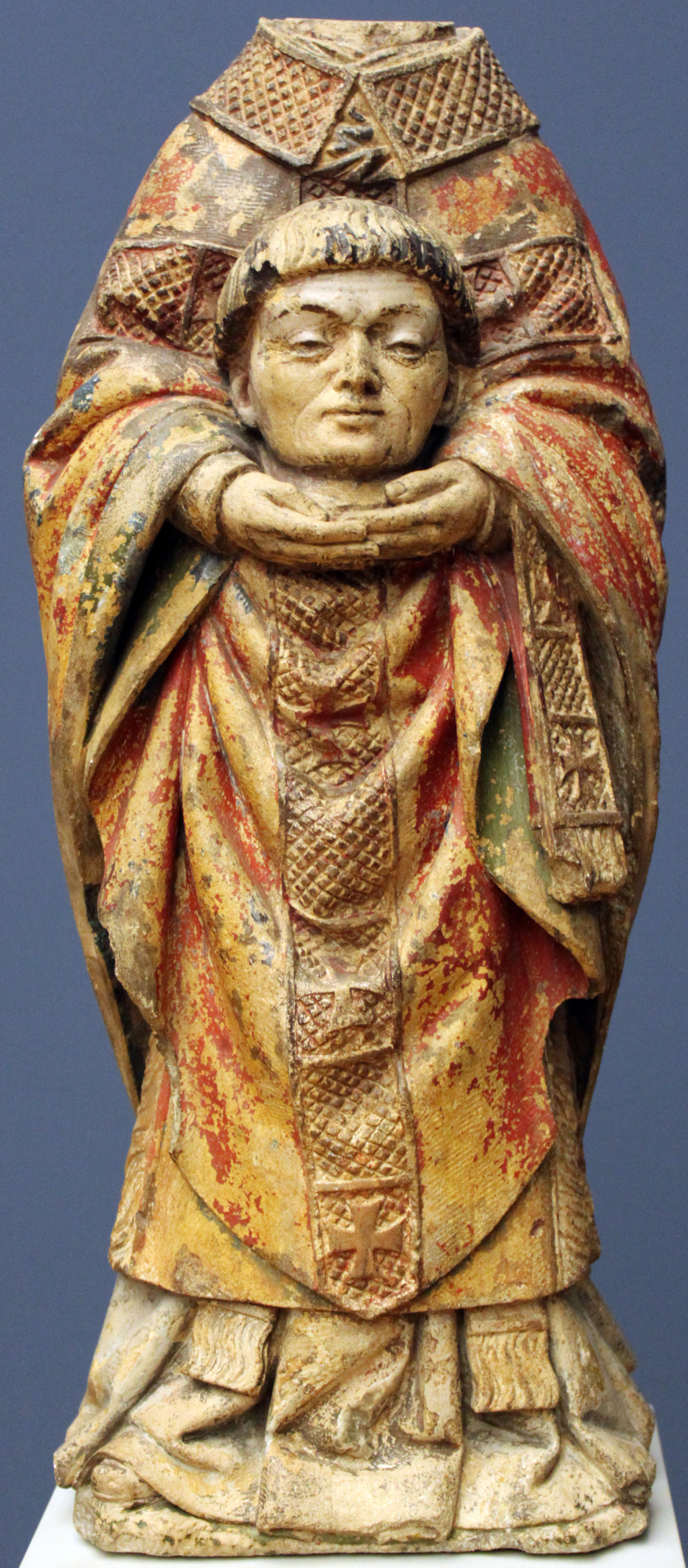
Saint Denis de Paris, um 1460

### Printmedien
Schauermärchen, Sagen, Legenden, Vampirgeschichten, Kriminalromane
Schon kleine Kinder lieben und genießen Märchen, bei denen es um schreckliche Ereignisse geht wie die Bedrohung der „Sieben Geißlein“ durch den Wolf, der steinbeschwert schließlich in den Brunnen versenkt wird, der Bedrohung von „Hänsel und Gretel“ durch die böse Hexe, die im eigenen Ofen verbrannt wird oder der Verfolgung von Schneewittchen durch die eitle Stiefmutter. Sie  erfinden auch selbst aufregende Geschichten, mit denen sie sich gegenseitig zum Schaudern bringen.
Legenden von Märtyrern, die ihren abgeschlagenen Kopf unter dem Arm tragen (Dionysius von Paris), oder Sagen wie die vom kindermordenden Wieland aus der Thidrekssaga folgen möglicherweise in den nächsten Altersstufen. Erwachsene finden ein  Angstlust-Erlebnis bei Vampirgeschichten und Kriminalromanen. Wegen dieses natürlichen Urbedürfnisses wird die versuchte Indizierung oder „Umdichtung“ der traditionellen Kinderliteratur wie Volksmärchen, Fabeln, Struwwelpeter oder Max und Moritz durch einzelne Pädagogen als wirklichkeitsfremd kritisiert, da Kinder bereits die Symbolebene hinter der Realebene durchschauen und die Angstlust entsprechend als Gedanken- und Fantasiespiel genießen können.
Aus der Sicht des Kinderpsychologen Bruno Bettelheim sind die alten Märchen für die Fantasiebildung und Persönlichkeitsreifung der Kinder sogar unentbehrlich.

### Elektronische Medien
Computerspiele, Videospiele
Computer- und Videospiele sind technisch so ausgereift und realitätsnah, dass sie Spielende psychisch derart intensiv beanspruchen können, dass Angstlust am Spieltisch erlebt werden kann. Dabei wird aus dem Bewusstsein ausgeblendet, dass sich die Bedrohungsszenarien völlig im virtuellen Bereich abspielen und physisch überhaupt keine Gefährdung besteht.

### Filme
Horrorfilme, Thriller, Western, Kriegsfilme
Alfred Hitchcock ist ein Altmeister der filmischen Angstlust-Inszenierung. Seine über Generationen faszinierenden Thriller Psycho von 1960 oder Die Vögel von 1963 gelten als bedeutende Meisterwerke der Filmkunst.
Horrorfilme, Kriegsinszenierungen und Thriller sind ein fester Bestandteil fast aller Fernsehprogramme. Sie treffen auf ein verbreitetes Bedürfnis und haben bei Menschen mit starker bildlicher Vorstellungskraft und empathischem Einfühlungsvermögen das Potenzial, Angstzustände zu erzielen und wieder aufzulösen. Auch hier gerät oft aus dem Bewusstsein, dass es sich um erfundene oder gespielte Szenarien handelt, die das eigene oder fremdes Leben nicht real betreffen oder gar bedrohen.

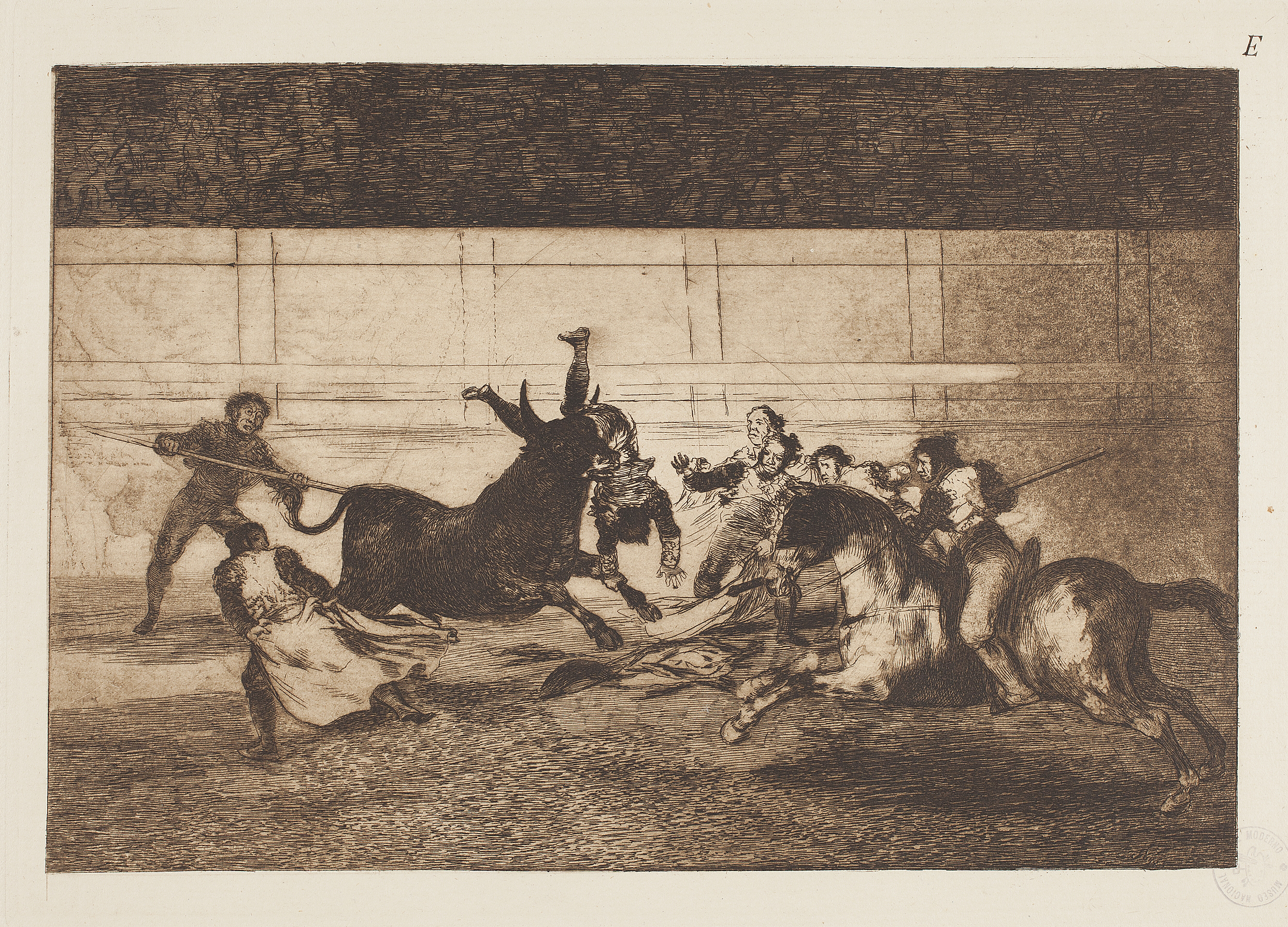
Goya "Tauromaquia": Der Tod des Pepe Hillo

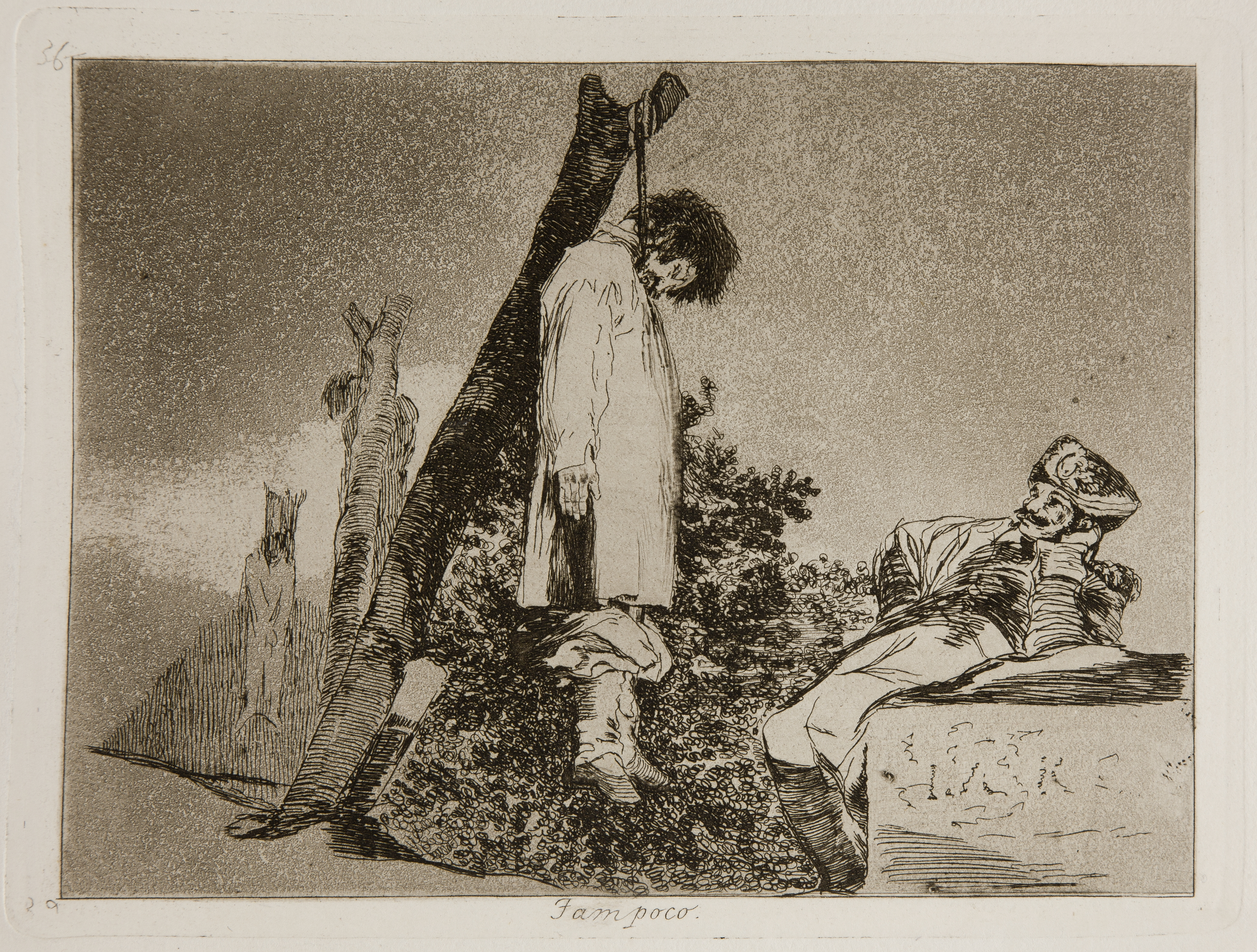
Goya "Tampoco" 1812–1815

### Sonstige mediale Wirklichkeit
Bilder, Räume, Gegenstände
Auch künstlerische oder fotografische Momentaufnahmen können Schaudern und Angstlustgefühle mit magischer Anziehungskraft auslösen: So erwies sich die Ausstellung „Schwarze Romantik“ mit Grauen-Rezipienten wie Francisco de Goya im  Frankfurter Städel-Museum als ein Publikumsmagnet. Mit grafischen Zyklen wie „Pinturas negras“, wo Saturn einen seiner Söhne verschlingt, der Tauromaquia mit seinen aufregenden Stierkampfszenen oder der Bilderfolge Desastres de la Guerra mit ihren skurrilen und zwiespältigen kriegerischen Schreckensdarstellungen wurden Besucherrekorde erreicht.
Ein offensichtliches Bedürfnis nach Genuss des Schreckens zeigt sich etwa im Besuch von ehemaligen Konzentrationslagern, Richtstätten, Unglücksorten. Nahezu kein mittelalterliches Burgmuseum und keine Burgführung verzichten auf die obligatorischen Kerker, Folterkammern und Folterinstrumente, die ganze Familien in ihren Bann ziehen.

## Forschungsergebnisse
Der deutsch-amerikanische Psychologe Kurt Lewin erkannte schon 1935, dass Angstlust-Situationen eine Verhaltenskontroverse auslösen zwischen einem „Appetenzverhalten“ und einem „Aversionsverhalten“, zwischen einer fast magischen Anziehungskraft und einer schützenden Abwehrreaktion. Die frühe Angstlust-Forschung ging dabei noch von psychischen Störungen aus, wenn unlustbetonte Gefahrensituationen gesucht wurden. So legte etwa die tiefenpsychologische Ausrichtung neurotische Krankheitssymptome zugrunde: Nach Michael Balint hat das wiederholte Streben nach  Aufgeben und Wiedererlangen von Sicherheit seine Wurzeln in einem Trauma frühkindlicher Trennungserlebnisse, die es zu bewältigen gilt. Auch die Phänomenanalyse von John S. Dollard und Neal E. Miller basiert auf der Einstufung des Angstlust-Strebens als einer behandlungsbedürftigen Verhaltensstörung: Indem der Schwerpunkt auf die Angstsituation verlegt wird, gerate der bedrängende Spannungszustand im Annäherungs-Vermeidungskonflikt zu einer Lähmung des „natürlichen“ Vermeidungsverhaltens. Dabei nimmt der mögliche Lustgewinn masochistisch-perverse Züge an.
Die heutige Wagnisforschung hat die Vorstellung von der Angstlust als reinem Krankheitsbild korrigiert und kommt auf der Basis umfangreicher experimentalpsychologischer und ethnologischer Untersuchungen zu einer differenzierteren Betrachtung des Problemfeldes: Angstlust wird  nachweislich überall auf der Welt von gesunden Kindern und Jugendlichen, etwa in Form von heimlichen und offenen Mutproben, gesucht. Diese sind Teil eines natürlichen, sinnvollen und pädagogisch wünschenswerten Entwicklungs- und Selbstfindungsprozesses. Angstlust-Suche ist weiterhin historisch als treibendes Element in dynamischen Jugendkulturen nachweisbar, etwa der Jugendbewegung zu Beginn des 20. Jahrhunderts. Zudem kommt dem Angstlust-Erleben im Wagnissport eine bedeutende Funktion zu, die von leistungsstarken Sportlern zur Intensivierung ihres Lebensgefühls und zur Steigerung ihrer gefühlten Lebensqualität genutzt wird.
Die heutige Sichtweise unterscheidet dabei auch differenzierter zwischen den unterschiedlichen menschlichen Mentalitäten, etwa zwischen dem Reizmeider und dem Reizsucher, die Balint  bereits extremtypologisch als Oknophilen beziehungsweise Philobaten gekennzeichnet hatte. Sie berücksichtigt zudem den bedeutsamen optimalen Angstlevel nach den von den Verhaltensbiologen Robert Yerkes und John Dillingham Dodson erarbeiteten Reizgesetzen.
Der Wissensstand rückt die aus dem gekonnten Angstumgang erwachsenden Entwicklungsimpulse stärker in den Focus, die jedes Wagnis und jeden Fortschritt begleiten. Dabei wird auch nicht aus den Augen verloren, dass die Angstlust-Suche in aller Regel freiwilliger Natur ist und von der Zuversicht getragen wird, die durchzustehende Angstphase erfolgreich zu bewältigen.
Hierzu sind Lernprozesse erforderlich, die das Finden einer situationsgerechten Angsteinstellung ermöglichen.